# Dos amigos y un amor
Dos amigos y un amor es una película de Argentina en blanco y negro dirigida por Lucas Demare según su propio guion sobre el libro de Gregorio Félix Martinelli y Massa y Aguilar que se estrenó el 8 de febrero de 1938 y que tuvo como protagonistas a Pepe Iglesias, Juan Carlos Thorry, Norma Castillo y Santiago Gómez Cou.

## Sinopsis
Un joven del ambiente radiofónico (Juan Carlos Thorry) es ayudado por su amigo (Pepe Iglesias "El Zorro") a conseguir el amor de una muchacha, representada por Norma Castillo, la actriz que más adelante se casó con Lucas Demare, quien debutaba como director en este filme.

## Reparto
Colaboraron en el filme los siguientes intérpretes:
- Pepe Iglesias (Pepe)
- Juan Carlos Thorry (José Luis)
- Norma Castillo  (María del Carmen)
- Santiago Gómez Cou (Ramírez)
- María Esther Buschiazzo  (Doña Felisa)
- Francisco Bastardi  (Don Pablo)
- Francisco Canaro (El director de la orquesta)
- Ángela Fernández
- Delia Codebó
- Antonio Maida 	(como Roberto Maida)
- César Mariño

## Comentario
Para el crítico Calki es "ni más ni menos que una obrita radial fotografiada, con un espacio en el medio para que "El Zorro" pueda lucir las habilidades que lo han hecho tan popular desde el micrófono".